# 16e étape du Tour d'Italie 1998
Pour un article plus général, voir Tour d'Italie 1998.
La 16e étape du Tour d'Italie 1998 a lieu le 1er juin 1998 entre Udine et Asiago. Elle est remportée par Fabiano Fontanelli.

## Récit
Dans cette étape de transition, une échappée se dessine et n'est pas chassée par le peloton qui lui laisse près de 12 minutes d'avance à l'arrivée. La victoire d'étape revient à Fabiano Fontanelli devant Paolo Bettini. Ce dernier réalise un bond spectaculaire au classement général en remontant à la troisième place.

## Classement de l'étape
| \| 1. \| Fabiano Fontanelli \| \| Mercatone Uno \| en \| \| \| 2. \| Paolo Bettini \| \| Asics \| + \| 0 s \| \| 3. \| Mario Scirea \| \| Saeco \| \| m.t. \| |                    |  |               |    |      |
| 1. | Fabiano Fontanelli |  | Mercatone Uno | en |      |
| 2. | Paolo Bettini      |  | Asics         | +  | 0 s  |
| 3. | Mario Scirea       |  | Saeco         |    | m.t. |

## Classement général
| \| 1. \| Alex Zülle \| \| Festina \| en \| \| \| 2. \| Pavel Tonkov \| \| Mapei-Bricobi \| + \| 2 min 02 s \| \| 3. \| Paolo Bettini \| \| Asics \| \| 3 min 29 s \| |               |  |               |    |            |
| 1. | Alex Zülle    |  | Festina       | en |            |
| 2. | Pavel Tonkov  |  | Mapei-Bricobi | +  | 2 min 02 s |
| 3. | Paolo Bettini |  | Asics         |    | 3 min 29 s |